# 크셰트라파티
크셰트라파티(Kshetrapati)는 리그베다( RV 4 .57, RV 7 .35, RV 10 .66) 및 아타르바베다 (AVŚ 2.8.5)에 나오는 수호신의 이름이다. 여성형으로는 크셰트라파트니라고 부른다.